# Museo per l'economia tra l'antichità ed il Rinascimento
Il Museo per l'economia tra antichità e rinascimento - Centro di documentazione dell'Ordine francescano in Abruzzo e Molise è sito a Monteodorisio, nel castello, in provincia di Chieti, accessibile dal Largo Castello, accanto al palazzo comunale di piazza Umberto I.
Il deposito museale è aperto dal 1985. Il primo allestimento risale alla fine degli anni novanta, mentre l'ultimo allestimento e del 2004. In uno dei locali vi è la mostra storico-archeologica "Ma che bel castello", la mostra originaria del 1985 espone il tema "Monteodorisio: la storia, la città, il territorio" inoltre delle visite guidate al "Borgo Museo" la chiesa di San Giovanni Battista, la torre campanaria, le torri e le mura urbiche del centro storico.

## Allestimento: Museo per l'economia e Museo per l'archeologia nel vastese
Nel 2012 il castello si dota di un nuovo allestimento museale, accogliendo il patrimonio archeologico del territorio vastese, che era conservato nel convento di Sant'Antonio nel comune di San Buono. Il museo dunque assume la nuova denominazione di Museo Archeologico del Vastese con centro di documentazione dell'Ordine francescano in Abruzzo, basato sugli studi di Aniceto Chiappini sulla presenza dei monastero dei francescani nella regione, di cui uno anche a Monteodorisio, purtroppo distrutto nel 1964 dopo decenni di abbandono.
Il museo archeologico ospita pezzi importanti di archeologia, rinvenuti nei comuni dell'area del Trigno-Sinello di Monteodorisio, Scerni, San Buono, Cupello, Pollutri, Villalfonsina, San Salvo, Carpineto Sinello, Tufillo. Si ricordano:
- Scheletro di mammuth Elepahns antiquus di 300.000 anni fa, rinvenuto in località Torrione di Scerni
- Alfabetario in lingua osca di Casalbordino con la chiave di Tufillo, dedicata alla dea Herentas, ossia Afrodite per i Greci
- Amuleti e simulacri votivi di terracotta e cera in onore di Herentas, sul Monte Farano di Tufillo,
- Corredi funebri di tombe italiche del VI secolo a.C., nel territorio di Gissi
- Ex voto di santuario in zona Fonte San Nicola, località Cantarelli del comune di San Buono del II secolo a.C.
- Corredi funebri di tombe romane di Villalfonsina
- Arredamento e utensili per un'abitazione patrizia, rinvenuti a contrada Polercia di Cupello
- Alcuni reperti archeologici dall'area di scavo del Quadrilatero in San Salvo, zona dell'antica abbazia di San Salvo del Trigno